# 山王寺大桝塚古墳
山王寺大桝塚古墳（さんのうじおおますづかこふん）は、栃木県栃木市藤岡町蛭沼にある前方後方墳。かつて古墳の上に臨済宗円覚寺派の寺院である山王寺が建立されていた。
渡良瀬遊水地の北東に位置し、前方部を西北西の方角に向けて築かれている。墳丘全長96メートル、前方部・後方部共に長さ48メートル・幅38メートルと推定されている。前方部も後方部もほぼ同じ大きさであるが、前方部が推定高さ3メートルであるのに対し、後方部は載頭方錐形で主軸方向に長い矩形状となっており高さも7.4メートルほどある。周囲には長方形状の周湟があったとみられる。
4世紀後半に築造されたこの地域の首長クラスの墓と推定されているが、後世に寺院が建設されてしまったために破壊された部分も多く、墳丘南側は失われ、前方部墳頭は墓地化し、後方墳南東部からは経石群が出土している。
1975年に埋葬の主体部の発掘調査が行われ、後方部墳頭の中央に粘土槨の存在が確認され、四神鏡や刀剣などの武器、鎌などの農具、大量の玉類や土師器の破片などが出土している。
古墳の上に建っていた山王寺は円仁創建と伝えられ、藤原道長の位牌があったという伝承が存在する。明治の初めに、室町時代の古河公方の菩提寺で「足利開基三ヵ院」と呼ばれていた永仙院・徳源院・松月院が荒廃を理由に全て廃寺となって山王寺に統合されている。しかし、古河にあった寺を当地の寺に統合することで不便を感じた旧三ヵ院の檀家は過去帳を山王寺から古河に引き上げてしまったという（その結果、三ヵ院の過去帳は現存している）。そして、山王寺自体は太平洋戦争中に疎開者の火の不始末による失火で焼失し、そのまま廃寺になったと伝えられている。

## 関連文献
- 前沢輝政『山王寺大桝塚古墳』早稲田大学出版部、1977年。
- 藤岡町教育委員会社会教育課 編『藤岡町遺跡詳細分布調査報告書』藤岡町教育委員会〈藤岡町文化財報告書 第2集〉、1985年。